# 빛의 제국

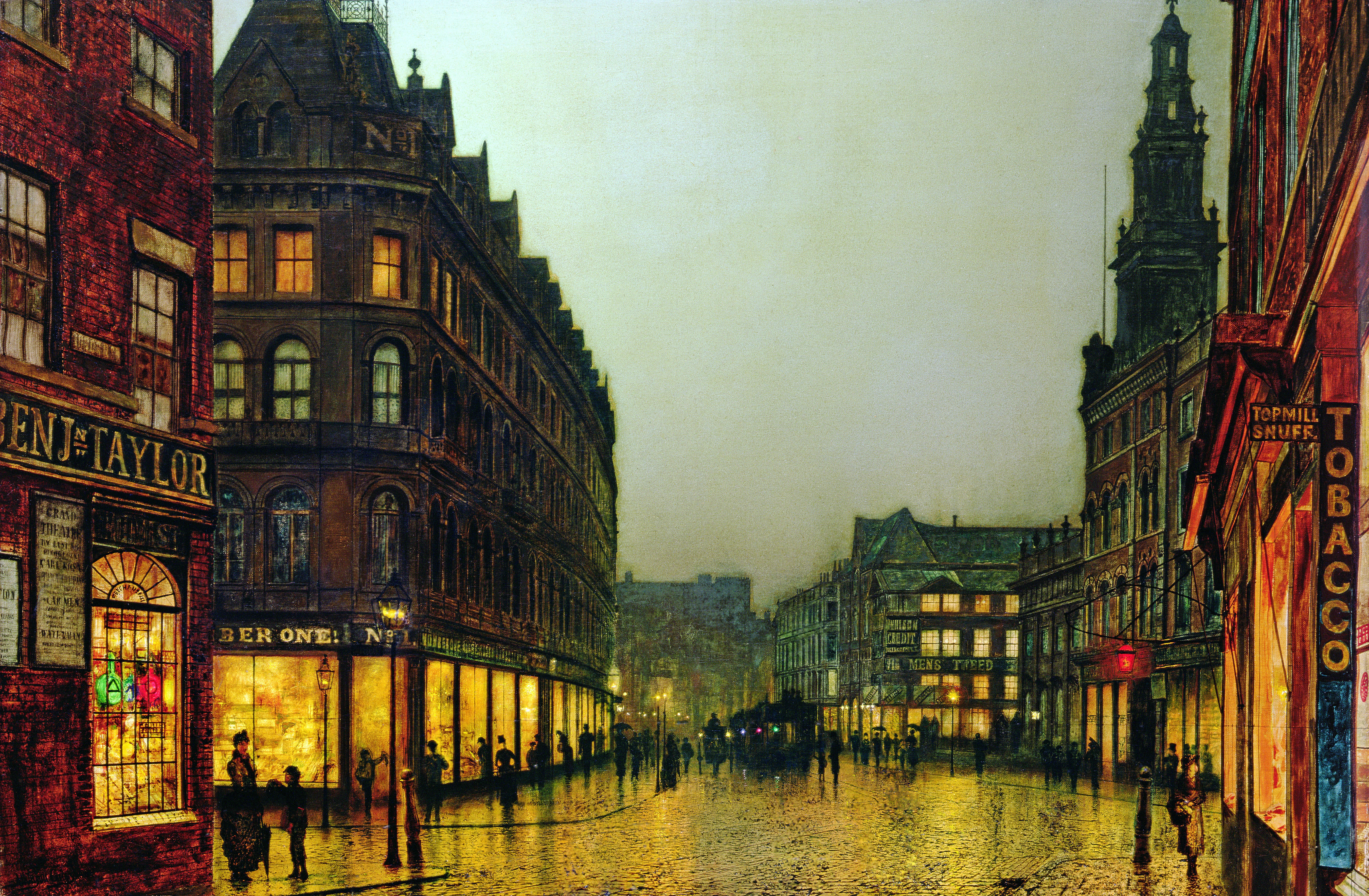
John Atkinson Grimshaw, Boar Lane, Leeds, 1880s

《빛의 제국》(영어: The Empire of Light, 프랑스어: L'Empire des lumières) 또는 《빛의 왕국》은 1947년부터 1965년까지 여러 차례 커버된 르네 마그리트의 회화 시리즈이다.
화면에는 소읍의 작고 평화스러운 한채의 집이 그려져 있다. 그저 그뿐이다. 그러나 보는 사람으로서는 문득 생각에 잠겨버린다. 문은 어둠에 싸였고 가로등이 켜졌으며 집도 마당도 그리고 나무도 밤의 정적 속에 잠겨 있는데 하늘만이 그렇게도 밝고 흰 구름마저 뚜렷이 떠 있다.
이것은 마그리트가 되풀이하는 수법이다. 즉 데페이즈망이다. 프랑스 말로 depaysement(사람을 다른 생활환경에 둔다)이란 말은 실은 프로이트가 '꿈'의 한 현상으로서 지적한 성질로 전위(轉位)라 표기하여도 무방하다. 꿈에는 카테고리가 존재하지 않기 때문에 꿈에서는 일체가 가능하며 A란 장소에서 어느 틈에 Z의 장소로 변하고 있다. 따라서 마그리트의 <빛의 왕국>은 밤인 동시에 한낮이라 말할 수 있을까. 이것을 일종의 트릭이라 말해 버리면 그만이기는 하겠지만 마그리트는 묘사력에 있어서 보통이 아닌 기량을 가졌기 때문에 밤과 낮은 종이 한장의 차이인 것이다.